# Brachytome wallichii
Brachytome wallichii är en måreväxtart som beskrevs av Joseph Dalton Hooker. Brachytome wallichii ingår i släktet Brachytome och familjen måreväxter. Inga underarter finns listade i Catalogue of Life.